# 傑·柯克帕特里克
萊斯特·傑·柯克帕特里克（英語：Lester Jay Kirkpatrick，1969年7月10日—）美國棒球選手，曾於1998年－1999年效力於中華職棒興農牛，中文登錄名為怪力男，1998年為打者三冠王，是中職目前唯三的紀錄，且也是四冠王(加上安打王)。

## 經歷
- 美國職棒洛杉磯道奇隊小聯盟（１Ａ～３Ａ）（英语：List of Los Angeles Dodgers minor league affiliates）（1991年－1997年）
- 中華職棒興農牛隊（1998年－1999年）
- 北方聯盟蘇城（Sioux City）隊（1999年－2001年）
- 北方聯盟蘇城（Sioux City）隊守備教練（2002年）
- 北方聯盟蘇城（Sioux City）隊總教練（2003年－）

## 職棒生涯成績

### 中華職棒
- (粗黑體字為該年度最佳或最高成績)
- (粗紅體字為聯盟史上最佳或最高成績)

| 年度 | 球隊   | 出賽 | 打數 | 安打 | 全壘打 | 打點 | 得分 | 盜壘 | 四死 | 被三振 | 壘打數 | 雙殺打 | 打擊率 | 上壘率 | 長打率 | 整體攻擊指數 |
| ---- | ------ | ---- | ---- | ---- | ------ | ---- | ---- | ---- | ---- | ------ | ------ | ------ | ------ | ------ | ------ | ------------ |
| 1998 | 興農牛 | 104  | 354  | 137  | 31     | 101  | 78   | 0    | 99   | 82     | 259    | 12     | 0.387  | 0.516  | 0.732  | 1.248        |
| 1999 | 興農牛 | 42   | 145  | 34   | 3      | 14   | 16   | 0    | 29   | 43     | 48     | 2      | 0.234  | 0.362  | 0.331  | 0.693        |
| 合計 | 2年    | 146  | 499  | 171  | 34     | 115  | 94   | 0    | 128  | 125    | 307    | 14     | 0.343  | 0.474  | 0.615  | 1.089        |

## 特殊記錄
- 1998年中華職棒九年獲得打擊、打點、全壘打、安打四冠王（其中打擊、打點創紀錄，全壘打平紀錄），並榮獲該年年度MVP。

## 外部連結
- 傑·柯克帕特里克在台灣棒球維基館上的頁面（繁體中文）
- 傑·柯克帕特里克在中華職棒官網
- 傑·柯克帕特里克在Baseball-Reference.com（小聯盟以及海外聯盟）（英语）
- 傑·柯克帕特里克在The Baseball Cube（英语）

| 前任： 德伍 | 中華職棒安打王 1998年   | 繼任： 百樂   |
| 前任： 羅得 | 中華職棒全壘打王 1998年 | 繼任： 德伍   |
| 前任： 德伍 | 中華職棒打擊王 1998年   | 繼任： 洪啟峰 |
| 前任： 鷹俠 | 中華職棒打點王 1998年   | 繼任： 張泰山 |